# Alexis Curvers
Alexis Curvers (Luik, 24 februari 1906 -  7 februari 1992)  was een Belgische schrijver en was getrouwd met de geschiedkundige Marie Delcourt.

## Biografie
Curvers werd al snel wees en werd door familie opgevoed. Hij liep school in het St. Servatius College alwaar hij een tijdschriftje uitgaf. 
In 1924 ging hij klassieke filologie studeren aan de Universiteit van Luik en werd daar bevriend met Jean Hubaux.
Na zijn militaire dienst deed hij enkele vervangingsopdrachten in het onderwijs en trouwde hij met Marie Delcourt. 
Het onderwijs bood hem te weinig bewegingsruimte en hij verliet het onderwijs om zich op schrijven te concentreren. 
Zijn bekendste werk is de roman Tempo di Roma waarmee hij de prix Sainte-Beuve won in 1957 en die verfilmd werd door Denys de La Patellière in 1963.  
Hij kreeg in 1960 de prix littéraire Prince-Pierre-de-Monaco voor zijn gehele oeuvre. 
Zijn vrouw Marie Delcourt stierf in 1979.

## Oeuvre
- De l'objection de conscience, état de la question, (1933), essay
- Bourg-le-Rond, (1937),  roman
- Le Ruban chinois dans Reflets, Bruxelles, Noël, 1937, novelle
- Printemps chez des ombres,  (1939), roman
- La Famille Passager, (1942), novelle
- Ce vieil Œdipe,  (1947), theaterstuk, satirische drama in 4 acten,
- Cahier de poésie (1922-1949), (1949), poëzie
- Edgar Scauflaire, Antwerpen, De Sikkel, 1952, biografie. Tezamen met Marie Delcourt
- Le Massacre des innocents et Le ruban chinois, (1954), novelle
- Sur la réforme de l'orthographe et la pédagogie nouvelle, réflexions d'un observateur, in het tijdschrift van de Académie royale de langue et de littérature françaises de Belgique, (1954), p. 8-22, essay
- Entre deux anges, (1955), novelle
- Tempo di Roma, (1957), roman
- Mercredi des cendres, (1958), novelle
- La flûte enchantée, Cahiers van 1953 tot 1962, (1962), poëzie
- Pie XII, le pape outragé, (1964), essay
- Jean ou le monastère des deux saints Jean, in Prénoms, (1967), novelle
- La théologie secrète de la prétendue Adoration de l'Agneau, (1973), essay
- Une clef architecturale de l'Agneau mystique des frères Van Eyck, (1980), essay